# Stará Paka (nádraží)
Stará Paka je železniční stanice v severní části stejnojmenné obce v okrese Jičín v Královéhradeckém kraji na adrese Nádraží 165, 507 91 Stará Paka. Leží na neelektrifikovaných tratích Pardubice–Liberec, Chlumec nad Cidlinou – Trutnov a Mladá Boleslav – Stará Paka.

## Historie
Koleje byly do Turnova přivedeny směrem od Železného Brodu jakožto součást spojení Liberce a Pardubic železniční společností Jihoseveroněmecká spojovací dráha (SNDVB) v roce 1858, první vlak sem přijel 1. prosince téhož roku. V roce 1871 dostavěla společnost Rakouská severozápadní dráha (ÖNWB) svou odbočnou trať pokračující ve směru na Martinice v Krkonoších a Trutnov a zřídila zde vlastní nástupiště, pravidelný provoz na trati byl zahájen 1. června. Třetí připojenou tratí se pak stal projekt prodloužení dráhy ze Sobotky otevřený 1. června 1906 společností Místní dráha Sudoměř – Skalsko – Stará Paka. Oddělené nástupiště spojovala s ostatními ocelová lávka pro přechod cestujících. Nástupiště a kolejiště byla sjednocena při rekonstrukci stanice v 50. letech 20. století.

### Železniční nehoda 1972
V noci ze 14. na 15. června 1972 zde došlo ke srážce nákladních vlaků, při které byla stanice značně poškozena. Nehoda byla způsobena nedostatečným brzdicím účinkem brzd u nákladního vlaku jedoucího ze směru od Pardubic, který se tak při prudkém klesání mezi Starou Pakou a Horkou u Staré Paky vymkl kontrole. Při vjezdu do Staré Paky lokomotiva vlaku vlivem vysoké rychlosti vykolejila, čelně se srazila s jiným nákladním vlakem stojícím na vedlejší koleji a vlivem velké kinetické energie se nákladní vozy začaly stohovat na sebe.
Nehoda se obešla bez ztrát na životech, zraněni byli strojvedoucí a topič, kteří se po ztrátě kontroly nad svým vlakem rozhodli z lokomotivy vyskočit.

## Popis
Nacházejí se zde jedno jednostranné a tři poloostrovní nekrytá nástupiště, k příchodu na poloostrovní nástupiště slouží přechody přes kolejiště.